# Dienas Lapa
Dienas Lapa – gazeta w języku łotewskim, ukazująca się w latach 1886–1905 i 1913–1914 w Rydze oraz w 1918 w Piotrogrodzie.
Gazeta założona przez Towarzystwo Rzemieślników Łotewskich w Rydze i finansowana przez jego fundusz pożyczkowo-oszczędnościowy, miała początkowo charakter umiarkowanie literalny i była adresowana do drobnomieszczaństwa nastawionego opozycyjnie wobec burżuazji. Pierwszym redaktorem naczelnym był Fricis Bergmanis (do 1888). W latach 1890–tych gazeta stała się ideologicznym ośrodkiem lewicowego ruchu łotewskiej inteligencji, określanego jako „nowy nurt” (łot. jaunā strāva). W tym okresie redaktorami byli prawnicy Pēteris Stučka (naczelny w latach 1888–1891 i 1895–1897) oraz Jānis Pliekšāns „Rainis” (red. naczelny 1891–1895), którzy legalnie propagowali idee marksizmu i działalność zachodnioeuropejskiej socjaldemokracji, zwłaszcza po pobycie Rainisa w 1893 na III Kongresie II Międzynarodówki w Zurychu, gdzie poznał Augusta Bebla. W maju 1897 wraz z 75 innymi działaczami „nowego nurtu” Stučka i Rainis zostali aresztowani, a następnie skazani na zesłanie. Wznowiona po kilkumiesięcznej przerwie (od czerwca 1897 do lutego 1898) gazeta przyjęła orientację burżuazyjną, wracając na pozycje lewicowe w 1905, kiedy redaktorem naczelnym został Jānis Jansons-Brauns.
W 1887 na łamach „Dienas Lapa” debiutowała wierszem poetka i dramatopisarka Aspazija, która dziesięć lat później wyszła za mąż za Rainisa, a w latach 1898–1903 pracowała w redakcji tej gazety.